# Заречье (Маловишерский район)
Заречье — деревня в Маловишерском районе Новгородской области России. Входит в состав Веребьинского сельского поселения.

## География
Деревня находится в северной части Новгородской области, в подзоне южной тайги, на правом берегу реки Оксочки, на расстоянии примерно 38 километров (по прямой) к юго-востоку от города Малая Вишера, административного центра района. Абсолютная высота — 173 метра над уровнем моря.

### Климат
Климат района характеризуется как умеренно континентальный, влажный, с продолжительной многоснежной зимой и относительно тёплым летом. Средняя многолетняя температура самого холодного месяца (января) составляет −9,2 °С (абсолютный минимум — −48 °C); самого тёплого месяца (июля) — 17 °C (абсолютный максимум — 35 °С). Тёплый период длится в среднем 215 дней, начиная с апреля. Устойчивые морозы устанавливаются в первых числах декабря и прекращаются в конце первой декады марта. Среднегодовое количество осадков составляет 731 мм, из которых большая часть выпадает в тёплый период.

### Часовой пояс
Деревня Заречье, как и вся Новгородская область, находится в часовой зоне МСК (московское время). Смещение применяемого времени относительно UTC составляет +3:00.

## Население
| 2010 |
| ---- |
| 13   |

### Национальный состав
Согласно результатам переписи 2002 года, в национальной структуре населения русские составляли 100 % из 17 чел.